# 遇见你，真香
《遇见你，真香》（英語：Love At First Bite）是新加坡新傳媒私人有限公司制作的电视剧。本剧由徐彬、黄暄婷、陈罗密欧、刘怡伶、包勋评主演。此剧是继《过江新娘》之后，徐彬和黄暄婷再度合作的剧集。

## 简介
总是相信命运安排的喜悦遇到了理性而冷漠的Martius，喜悦认为遇到Martius只会给她带来厄运。但喜悦不知道的是，Martius一直在悄悄地帮助自己实现烹饪梦想。
在一家高端炊具公司担任物流助理的活泼热情喜悦吸引了该公司接班人Martius的注意。他大胆雇佣了经验不足的喜悦来现场直播他设计的一系列新炊具。虽然她对这个机会感到十分兴奋，但迷信的喜悦相信Martius是她的“厄运魔咒”，并试图避开他。但她不知道的是，冷酷的Martius特意关注自己的社交媒体，并希望帮助喜悦实现她烹饪梦想。正当喜悦开始她的烹饪之旅时，Martius的公司陷入了危机。喜悦会留下来帮助Martius重建他的公司吗？冷漠而骄傲的Martius会接受喜悦的帮助并坦白自己的真实感受吗？

## 演员表
| 演员     | 角色            | 备注               |
| 黄暄婷   | 常喜悦          | 厨具公司员工       |
| 徐彬     | 沈明星 Martius  | 厨具公司老板       |
| 陈罗密欧 | 刘晨光 Chef Ray | 餐厅名厨           |
| 刘怡伶   | Zann            | 常喜悦之闺蜜       |
| 包勋评   | 常胜军          | 常喜悦之哥哥       |
| 芳榕     | Bella           | 常胜军之女友       |
| 黄炯耀   | Richard         | 沈明星之舅舅       |
| 林詠谊   | Rachel          | Martius之表妹      |
| 郑六月   | Trinny          | Chef Ray的相亲对象 |
| 周初明   | 沈德耀          | 沈明星Martius之父  |
| 林明伦   | Ricky Ma        | 名厨               |
| 朱秀凤   | 许金花 (阿嫲）  | 常喜悦之奶奶       |
| 李文海   | 常友运          | 常喜悦之父         |